# Walisischer Nationalismus
Der Walisische Nationalismus ist eine politische Bewegung, die sich für die Selbstbestimmung und Unabhängigkeit von Wales innerhalb oder außerhalb des Vereinigten Königreichs einsetzt.

## Geschichte
Zu den Vorreitern zählt David Lloyd George aus der 1886 gegründeten Vereinigung Cymru Fydd, die für eine walisische Regierung und stärkere walisische Identität eintrat.
1925 wurde die Plaid Genedlaethol Cymru (Nationale Partei von Wales) gegründet. Sie gewann 1966 ihren ersten Sitz im House of Commons.

Walisische Flagge, 1959

Die erste offizielle Flagge wurde 1953 für die Krönung von Königin Elisabeth II. entworfen. Nach der Kritik durch die nationale Vereinigung Gorsedd y Beirdd wurde 1959 die heute noch verwendete Flagge mit Drachen auf grünem und weißen Grund eingeführt.
1955 wurde Cardiff als Hauptstadt von Wales ausgerufen.
Bei der Anlage des Stausees Claerwen in den 1950er Jahren und bei der Räumung des kleinen Ortes Capel Celyn, in dem noch Walisisch gesprochen wurde, für die Anlage des Stausees Llyn Celyn in den 1960er Jahren kam es zu Protesten und auch Anschlägen auf technische Infrastruktur.
Im Jahr 1997 stimmte Wales für eine Selbstregierung in Teilen. 1998 wurde die Walisische Nationalversammlung formiert. Sie eröffnete 2006.